# 卡雷拉
卡雷拉（Karera），是印度中央邦Shivpuri县的一个城镇。总人口23491（2001年）。

## 人口
该地2001年总人口23491人，其中男性12831人，女性10660人；0—6岁人口3803人，其中男2078人，女1725人；识字率64.52%，其中男性为73.21%，女性为54.07%。